# Шехунова, Стелла Борисовна
Стелла Борисовна Шехунова (укр. Стелла Борисівна Шехунова; 1 января 1963) — советский и украинский учёный в области геологии, литологии и сидементологии, доктор геолого-минералогических наук, профессор, академик Национальной академии наук Украины (2021; член-корреспондент с 2015). 

## Биография
Родилась 1 января 1963 года в Киеве, Украинской ССР.
С 1980 по 1985 год обучалась на геологическом факультете Киевского государственного университета имени Т. Г. Шевченко. 
С 1985 год на научно-исследовательской работе в Институте геологических наук АН Украинской ССР — НАН Украины в качестве аспиранта, научного сотрудника и старшего научного сотрудника, с 2002 по 2015 год — учёный секретарь и одновременно с 2007 года — руководитель Лаборатории физических методов исследований, с 2015 года — заместитель директора по науке этого научного института. 
Одновременно с 2015 года С. Б. Шехунова является — заместителем академика-секретаря Отделения наук о Земле Национальной академии наук Украины, с 2020 года — член Комиссии Президиума АН Украины по интеграции в европейские научные центры. Помимо научной занимается и педагогической работой в Киевском национальном университете имени Тараса Шевченко в качестве преподавателя и профессора по кафедре общей и исторической геологии.

### Научно-педагогическая деятельность и вклад в науку
Основная научно-педагогическая деятельность С. Б. Шехуновой была связана с вопросами в области геологии, литологии, сидементологии и наноседиментологии, занималась исследованиями минералов и горных пород новейшими технологиями в том числе лазерной седиментографией, рентгеновской спектроскопией и электронной микроскопией. С. Б. Шехунова являлась разработчиком концепции литогенеза соленосных формаций.
В 1989 году защитила кандидатскую диссертацию по теме: «Модель галокинеза по литологическим данным», в 2011 году защитила докторскую диссертацию на соискание учёной степени доктор геолого-минералогических наук по теме: «Особенности литогенеза соленосных формаций и  проблемы их использования». В 2011 году ей было присвоено учёное звание старший научный сотрудник, в 2015 году ей было присвоено учёное звание профессор. В 2015 году она была избрана — член-корреспондентом, а в 2021 году — академиком Национальной академии наук Украины по Отделению наук о Земле.

## Основные труды
- Модель галокинеза по литологическим данным / АН УССР. Ин-т геол. наук. - Киев, 1989. - 189 с.[4]
- Особенности литогенеза соленосных формаций и проблемы их использования / НАН Украины, Ин-т геол. наук. - Киев, 2011. - 40 с.[5]

## Звания
- Орден княгини Ольги III степени (2008 — «за выдающиеся личные заслуги в развитии отечественной науки, укрепление научно-технического потенциала Украинского государства и по случаю 90-летия Национальной академии наук Украины»)[6]